# Хирьяков, Александр Модестович
Александр Модестович Хирьяков (также — Кирьяков, 1863, Пермская губерния, Российская империя — 1940, Варшава, Генерал-губернаторство Третьего Рейха в Республике Польше) — русский писатель и поэт, литературный критик, журналист, мемуарист.

## Биография
Родился в Пермской губернии. Отец — Модест Николаевич Хирьяков (1814—1894), горный инженер, управляющий Лысьвенскими горными заводами; впоследствии — окружной инженер Министерства государственных имуществ по Архангельской и Олонецкой губернии, действительный статский советник (1876). Мать — Амалия Ивановна Хирьякова (в девичестве — Иосса), происходившая из семьи уральских горных инженеров немецкого происхождения.
Учился в Первой Санкт-Петербургской военной гимназии. Не желая идти по военной стязе, в 1883 году, после неудачной попытки поступить в Горный институт, поступил в Лесной институт. В 1889 году под влиянием народнических идей вместе с женой уехал в Оренбургскую губернию, где занялся сельским хозяйством, однако вскоре разочаровался и вернулся в Санкт-Петербург, где занялся журналистской и литературной деятельностью. Неоднократно бывал в Ясной Поляне и общался с Л. Н. Толстым. Последователь учения Толстого, член Комитета по изданию его произведений, сотрудничал в толстовском издательстве В. Г. Черткова «Посредник».
Сотрудничал с различными журналами и газетами. Издавал в 1906 году газету эсеровского направления «Голос». За редактирование в нежелательном духе был приговорён судом к году крепости. Во время Первой мировой войны служил фронтовым корреспондентом газеты «День».
После Октябрьской революции был арестован. Бежал из-под ареста и, совершив кругосветную поездку, обосновался в Польше. Сотрудничал в русской эмигрантской печати. В 1930-е годы был председателем Союза русских писателей и журналистов в Польше. 
Был женат на Евгении Вебер-Хирьяковой, покончившей с собой в 1939 году после немецкой оккупации Польши. Умер летом 1940 года.

## Литературная деятельность
Автор стихотворений, рассказов, повестей; писал для детей. До революции печатался в «Северном вестнике», «Русском богатстве», «Вестнике Европы», «Мире Божием», «Русских ведомостях», «Речи». Печатался под псевдонимами Дужан, А. Сакмаров, Дир и др.
В 1924 году издал книгу «Человек, которого зовут Антоном» («Жизнь калмыка») в Библиотеке «Земли и Фабрики».
В Польше осенью 1925 года издавал бюллетень «Русский беженец». Сотрудничал со многими русскими зарубежными периодическими изданиями («Зарница», «Слово», «Сеятель», «Борьба за Россию», «Руль», «Русский в Англии» и другими). В варшавской газете «За Свободу!», позднее в варшавской «Молве», виленской «Наше время» публиковал цикл воспоминаний о Толстом, Н. С. Лескове, Д. С. Мережковском, писал зарисовки из жизни в дореволюционной России, рецензии. Участвовал в «Антологии русской поэзии в Польше» (Варшава, 1937).
Награждался первой премией на литературном конкурсе Союза русских писателей и журналистов в Югославии за рассказ «Медведь» (1934), третьей премией на конкурсе на гимн русских скаутов.
На его слова Д. А. Черномордиков написал рабочий гимн.